# László Nagy (calciatore)
László Nagy (Buzsák, 21 ottobre 1949) è un ex calciatore ungherese, di ruolo attaccante.

## Carriera

### Club
Ha giocato nella prima divisione ungherese ed in quella svizzera.

### Nazionale
Ha partecipato ai Giochi Olimpici del 1968 ed ai Mondiali del 1978.

## Palmarès

### Club

#### Competizioni nazionali
- Campionato ungherese: 8

Újpest: 1969, 1970, 1970-1971, 1971-1972, 1972-1973, 1973-1974, 1974-1975, 1977-1978, 1978-1979
- Coppa d'Ungheria: 5

Újpest: 1969, 1970, 1974-1975, 1981-1982, 1982-1983

#### Competizioni internazionali
- Coppa Piano Karl Rappan: 1

Újpest: 1978

### Nazionale
- Oro olimpico: 1

Città del Messico 1968